# Geistthal-Södingberg
Geistthal-Södingberg är en kommun i distriktet Voitsberg i förbundslandet Steiermark i Österrike. Kommunen bildades 1 januari 2015 genom en sammanslagning av kommunerna Geistthal och Södingberg. Huvudort är Geistthal.
Kommunen består av fem orter (Ortschaften) (inom parentes invånarantal 1 januari 2024):
- Eggartsberg (265)
- Geistthal (219)
- Kleinalpe (97)
- Sonnleiten (109)
- Södingberg (759)